# Microregione di Rosário
Rosário è una microregione dello Stato del Maranhão in Brasile, appartenente alla mesoregione di Norte Maranhense.

## Comuni
Comprende 8 comuni:
- Axixá
- Bacabeira
- Cachoeira Grande
- Icatu
- Morros
- Presidente Juscelino
- Rosário
- Santa Rita